# Makarove, Derajnea
Makarove (în ucraineană Макарове) este un sat în comuna Maidan-Cernelevețkîi din raionul Derajnea, regiunea Hmelnîțkîi, Ucraina.

## Demografie
Componența lingvistică a localității Makarove
     Ucraineană (99,57%)
     Alte limbi (0,43%)
Conform recensământului din 2001, majoritatea populației localității Makarove era vorbitoare de ucraineană (99,57%), existând în minoritate și vorbitori de alte limbi.